# Municipal Borough of Acton

Acton in der früheren Grafschaft Middlesex

Der Municipal Borough of Acton war ein Bezirk im Ballungsraum der britischen Hauptstadt London. Er existierte von 1868 bis 1965 unter verschiedenen Bezeichnungen und lag im Zentrum der ehemaligen Grafschaft Middlesex.

## Geschichte
Acton war ursprünglich ein Civil parish in der Harde (hundred) Ossulstone. 1868 wurde ein lokaler Gesundheitsrat (local board of health) mit Kompetenzen im Infrastrukturbereich geschaffen. Aus diesem entstand 1875 ein städtischer Gesundheitsdistrikt (urban sanitary district) mit erweiterten Befugnissen. 1894 rekonstituierte sich der Gesundheitsdistrikt als Urban District. Dieser wiederum erhielt 1921 den Status eines Municipal Borough.
Bei der Gründung der Verwaltungsregion Greater London im Jahr 1965 entstand aus der Fusion der Municipal Boroughs Acton, Ealing und Southall der London Borough of Ealing.

## Statistik
Die Fläche betrug 2320 acres (9,39 km²). Die Volkszählungen ergaben folgende Einwohnerzahlen:
| Jahr      | 1901   | 1911   | 1921   | 1931   | 1951   | 1961   |
| Einwohner | 37.744 | 57.497 | 61.299 | 70.510 | 67.471 | 65.586 |